# Congrès de Limeil-Brévannes
Le congrès de Limeil-Brévannes est le congrès constitutif du Parti de gauche français, qui se tient à Limeil-Brévannes dans le Val-de-Marne, du 30 janvier au 1er février 2009. Il a pour objectif de finaliser le processus engagé lors du meeting fondateur de l’Île-Saint-Denis du 29 novembre 2008.
Ce congrès adopte les statuts provisoires du parti ainsi qu’un premier texte d’orientation, et élit le premier Bureau national non provisoire. Jean-Luc Mélenchon est à cette occasion élu président du Bureau national.